# Lockhart (Teksas)
Lockhart – miasto w Stanach Zjednoczonych, w stanie Teksas, w  hrabstwie Caldwell. W 2000 roku liczyło 11 615 mieszkańców.